# 王國昌
王国昌（？—1273年），元朝胶州高密（今山东省高密市）人。
王国昌开始为胶州千户，中统元年（1260年），入觐忽必烈，忽必烈发现他的才能，升任为左武卫亲军千户，佩金符，召问他军旅之事，王国昌详细奏对，忽必烈嘉赏他，赐给他白金、锦袍。至元五年（1268年），有人上书说高丽境内黑山海道可以接近南宋边境，忽必烈命王国昌前去查看。乘船泛海千余里，风涛汹涌，跟随的人都很害怕，劝他回去，王国昌神色自若，说：“我奉天子威命，事情没有完成就返回，可可、以吗？”于是抵达黑山后才回去，忽必烈召见慰劳。这时候东夷国家全都内属，只有日本不受元朝正朔，忽必烈知道隋朝时日本曾与中国交往，遣使以威德劝谕，派王国昌率兵护送，途经高丽。当时高丽有据珍岛城的反元势力，忽必烈于是命王国昌与经略使印突、史枢等攻克。至元八年（1273年），再遣使进入日本，于是命王国昌屯守高丽义安郡作为声援。十月，在军中去世。其子王通嗣位。